# Středozemí (film)
Středozemí (v originále Mediterraneo) je italský válečný film natočený roku 1991 pod režijním vedením Gabriela Salvatorese. Film popisuje příběh osmi italských vojáků armády Benita Mussoliniho, kteří během druhé světové války obsadí malý řecký ostrov v Egejském moři. Ostrov ovšem nacházejí opuštěný a vojákům nepřicházejí žádné další rozkazy. To se nezmění ani po návratu vesničanů z jejich úkrytu v horách. Vojáci stále čekají, co bude dál. Snímek získal Oscara za nejlepší cizojazyčný (tedy neanglicky mluvený) film. V klání uspěl i na úkor českého filmu Jana Svěráka pojmenovaného Obecná škola.